# G.S.Z. Mayday
De Groninger Studenten Zeilvereniging Mayday is een studentenzeilvereniging uit Groningen. De vereniging werd opgericht op 9 juni 1994 en telde in 2010 zo'n 275 leden, waarvan ongeveer 150 actief.

## Vloot
De vloot van de vereniging bestaat uit zeven valken, een Nacra 500 (catamaran), RS Quest (zwaardboot) en de klipper Nicolaas Mulerius. De valken liggen in het zeilseizoen bij Vereniging Watersport De Twee Provinciën (VWDTP) aan de zuidzijde van het Paterswoldsemeer. Regelmatig worden er met deze boten cursussen gegeven of wedstrijden gevaren. Voorheen had mayday haar eigen skûtsjeteam die voer op de Swanneblom, tegenwoordig heeft mayday geen eigen skûtjeteam meer. Wel is er tegenwoordig stichting de opstekker, bestaande uit veel (oud) maydayleden, die haar leden deels binnen mayday werft.

## Nicolaas Mulerius
Sinds 25 september 2002 is Mayday in het bezit van de "Nicolaas Mulerius". Deze klipper is in opdracht van Sake A. Hoogeveen gebouwd op de werf van Pieter Haickes van der Werff en op 7 februari 1906 te water gelaten als de Emanuel. In het Fries Scheepvaart Museum wordt het werfboek van Haike Pieters van der Werff bewaard. In het werfboek wordt het schip onder nr. 25 genoemd: 'Sake A. Hoogeveen / Klipper aak / Lang 82, wijdt 490, Hol 190'. In eerste instantie had het schip een lengte van 23,67 meter, een breedte van 4,92 meter en een laadvermogen van 98 ton. Het schip zou eigenlijk een laadvermogen krijgen van 120 ton. Het schip is in 1931 verlengd met 2,48 meter. Na deze verlenging was het schip 26,15 meter lang en had het een laadvermogen van 122 ton.
De Nicolaas Mulerius wordt door de leden zelf onderhouden en gevaren. Wanneer het schip in de stad is ligt het in de Zuiderhaven, aan de Sluiskade naast de Museumbrug, en fungeert het als de sociëteit van Mayday. De Nicolaas Mulerius is tevens het vlaggenschip van de RuG.
Ieder jaar wordt met de Nicolaas Mulerius aan verschillende wedstrijden meegedaan. Wedstrijden die in het verleden gevaren werden zijn:
- Enkhuizer Klipperrace (2002, 2003, 2006, 2007, 2009-2023)
- Beurtveer (2007, 2008, 2010-2023)
- Borkumrace (2007, 2008, 2010-2013)
- Brandarisrace (2007-2009, 2011-2023)
- Garnalenrace (2008)
- Pieperrace (2013, 2016)
- Waddenrace (2022)

In 2015 heeft de Nicolaas Mulerius de eerste prijs gewonnen bij het Beurtveer. Het heeft de Pieperrace zowel in 2013 als in 2016 gewonnen.
In 2019 is de eerste prijs bij de Enkhuizer klipperrace behaald.

## MaydayMatch
Elk jaar organiseert Mayday de MaydayMatch; het grootste matchrace-evenement in Nederland en tevens het Nederlands Studentenkampioenschap Matchracen.
Aan de MaydayMatch doen 18 teams mee, elk bestaande uit drie personen. Daarnaast vaart er een Umpire (scheidsrechter) van het watersportverbond mee. Voorheen werden de wedstrijden in Ynglings gevaren. Nadat die verkocht werden, worden de races gevaren met Randmeren. Tijdens het evenement ligt de klipper "Nicolaas Mulerius" op het starteiland.

## NSK Zeilen
Elk jaar wordt in oktober gestreden om de titel Nederlands Studenten Kampioen zeilen. In 2011 werd het NSK Zeilen georganiseerd door een commissie van Mayday.
Tijdens het NSK Zeilen worden gedurende het weekend vijf wedstrijden gevaren. Na de eerste dag wordt een splitsing gemaakt in het klassement en wordt er gevaren in een gold- en silverfleet.

## V.N.S.Z. Nestor
G.S.Z. Mayday is aangesloten bij de Verbonden Nederlandse Studenten Zeilverenigingen Nestor (V.N.S.Z. Nestor). V.N.S.Z. Nestor is de overkoepelende organisatie van studentenzeilverenigingen in Nederland.